# Franz Xaver Glink

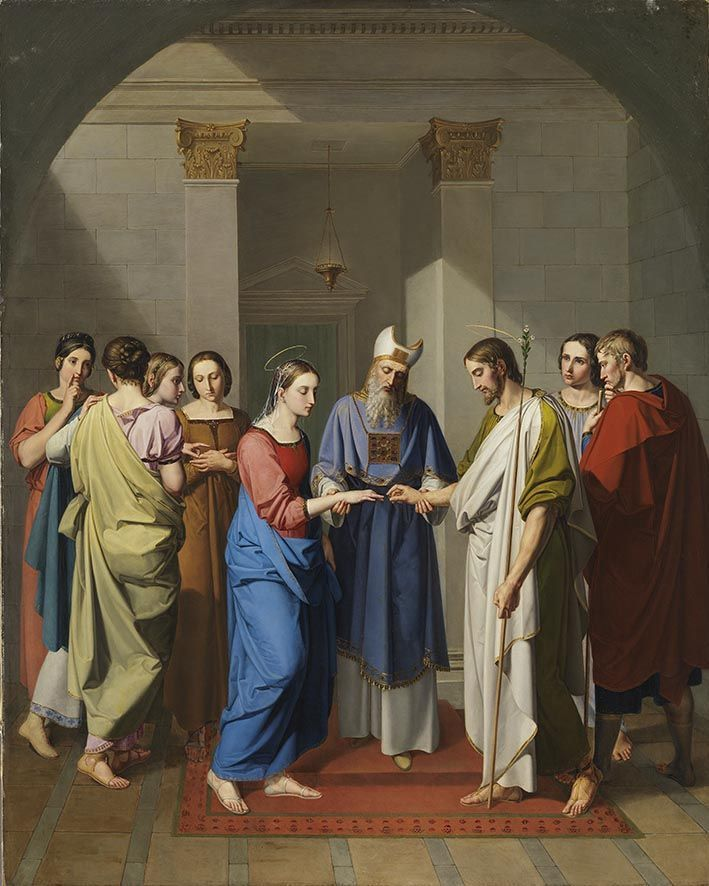
Die Vermählung Mariens

Franz Xaver Glink (* 21. Mai 1795 in Burgau; † 22. Februar 1873 in München) war ein deutscher Historien- und Kirchenmaler.

## Leben
Glink erlernte das Tischlerhandwerk bei seinem Vater in München. Nebenbei schnitzte er und baute Krippendarstellungen. Der Kunstmaler Johann Peter von Langer bemerkte seine künstlerische Begabung. Glink studierte ab dem 26. April 1813 an der Königlichen Akademie der Künste in München bei Johann Peter von Langer.
1820 schuf er zwei großformatige Werke auf religiöse Themen: die „Anbetung der Hirten“ und „Christus als Gärtner nach der Auferstehung“.
1823 erhielt Glink durch Peter von Cornelius ein Reisestipendium nach Rom, wo er sich ein Jahr lang aufhielt.
Gemeinsam mit Wilhelm Lindenschmit dem Jüngeren, Michael Neher und anderen Künstlern schuf er von 1834 bis 1837 Fresken – meist nach den Vorlagen von Moritz von Schwind – in dem von Domenico Quaglio und Georg Friedrich Ziebland für den Kronprinzen Maximilian umgebauten Schloss Hohenschwangau.
Danach beschäftigte er sich fast ausschließlich mit religiösen Themen. In seinen Werken ist der Einfluss der Nazarener bemerkbar.
Franz Xaver Glink starb 1873 im Alter von 77 Jahren in München.

## Grabstätte

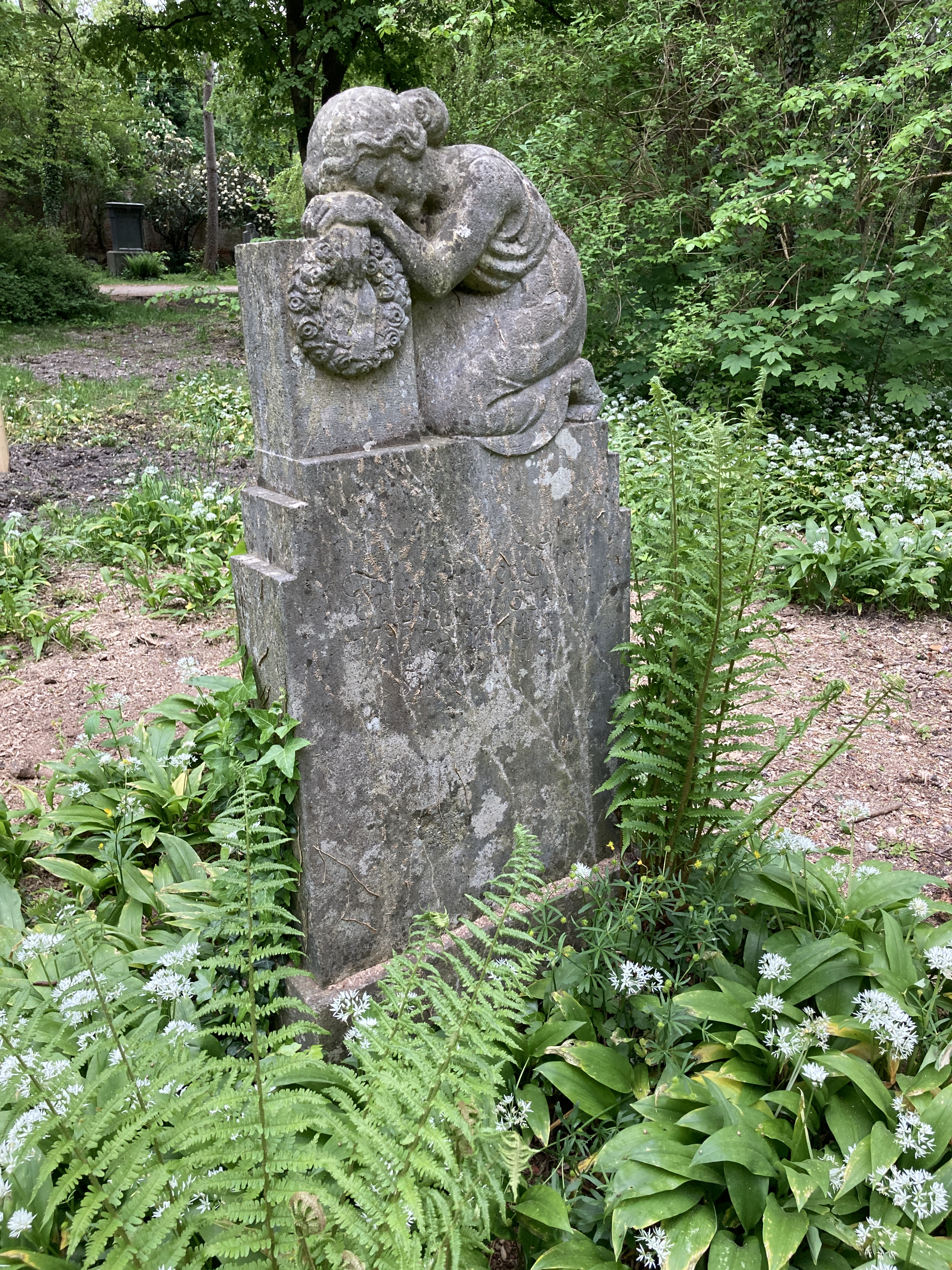
Grab von Franz Glink auf dem Alten Südlichen Friedhof in München

Die Grabstätte von Franz Xaver Glink befindet sich auf dem Alten Südlichen Friedhof in München (Gräberfeld 15 – Reihe 11 – Platz 22) Standort.